# Якобина Сигюрдардоуттир
Якобина Сигюрдардоуттир (исл. Jakobína Sigurðardóttir; 8 июля 1918, Хайлавик — 29 января 1994, Акюрейри) — исландская писательница и поэтесса.

## Биография
Родилась 8 июля 1918 года и выросла в семье фермера Сигюрдюра Сигюрдссона (Sigurður Sigurðsson; 28 марта 1892 — 9 мая 1968) и домохозяйки Стефании Халльдоуры Гвюднадоуттир (Stefanía Halldóra Guðnadóttir; 22 июня 1897 — 17 ноября 1973) на мысе Хайлавик в Ходнстрандире. Была старшей из 13 детей. Её сестра Фрида Ауслёйг Сигюрдардоуттир (1940—2010) также стала писательницей и в 1992 году получила литературную премию Северного совета.
В подростковом возрасте, как это было принято в бедных многодетных семьях в те дни, ушла из дома и отправилась искать возможности в Рейкьявик. Училась в школе имени Ингимара в Рейкьявике. Рано начала писать стихи. Работала горничной.
В 1949 году вышла замуж за фермера Торгримюра Старри Бьёргвинссона (Þorgrímur Starri Björgvinsson; 1919—1998) и с тех пор жила в Гардюре (Garður) на берегу озера Миватн. Была домохозяйкой и матерью четырёх детей, занималась животноводством. По ночам писала.
Получила известность как активная общественная деятельница, боровшаяся за мир и за гендерное равенство.
Затем начала публиковать в периодических изданиях стихи, тесно связанные с её общественной деятельностью. В «Думах о Ходнстрандире» выступила против учений американских войск в её родных местах, военных прогнали, и Якобина получила славу крафтскальда (kraftskáld) — поэта-волшебника, стихи которого обладают чудодейственной силой.
Геннадий Фиш рассказал о ней в своих путевых очерках «Отшельник Атлантики», в главе «У Якобины, дочери Сигурдура».
Первая книга Якобины, волшебная сказка для детей «Сага о Снайбьёрт Эльдсдоуттир и Кетильридюр Котюнхсдоуттир» (Sagan af Snæbjörtu Eldsdóttur og Ketilríði Kotungsdóttur), вышла в 1959 году. В ней рассказывается об острове, которые захватывают чужеземцы. Они заковывают в цепи короля, их вожак предлагает королеве Снайбьёрт брак, который она отвергает. Крестьянка Кетильридюр освобождает короля и он изгоняет врагов. Является аллегорией на присутствие американских войск.
В 1960 году публикует сборник стихотворений «Стихи» (Kvæði).
В 1964 году вышел сборник рассказов «Точка [поставленная] не в том месте» (Púnktur á skökkum stað). В заглавном рассказе старики спасают девушку, жизнь которой катится по наклонной плоскости.
В 1965 году вышла повесть «Песнь одного дня» (Dægurvísa), которая рассказывает о полном событий и забот одном дне обитателей дома на окраине Рейкьявика. Повесть принесла Якобине широкую известность и была номинирована на литературную премию Северного совета. Критик Кристинн Эйьоульвюр Андрьессон (1901—1973) писал, что «Песнь одного дня» была задумана как гимн жизни. В 1968 году вышла фантастическая повесть «Петля» (Snaran), направленная против идеологии и психологии приспособленчества. Повесть также была номинирована на литературную премию Северного совета. В 1974 году повести «Песнь одного дня (Сага из жизни Рейкьявика)» в переводе Любови Горлиной (1926—2013) и «Песнь одного дня» в переводе Ирины Дмоховской (род. 1937) вышли в советском издательстве «Прогресс».
В 1970 году вышел сборник рассказов Sjö vindur gráar.
В 1974 году вышла третья повесть «Живая вода» (Lifandi vatnið), которая была номинирована на литературную премию Северного совета, в 1981 году — четвёртая «В той же камере» (Í sama klefa).
В 1990 году вышел сборник рассказов Vegurinn upp á fjallið.
Умерла 29 января 1994 года в больнице в Акюрейри. Похоронена рядом с мужем на кладбище церкви Скутюстадир в общине Скутюстадахреппюр.

## Личная жизнь
В 1949 году вышла замуж за фермера Торгримюра Старри Бьёргвинссона (Þorgrímur Starri Björgvinsson; 2 декабря 1919 — 5 октября 1998). У них четверо детей: Стефания (Stefanía Þorgrímsdóttir; 11 апреля 1950 — 28 мая 2013), которая также стала писательницей, Сигрун Хюльд (Sigrún Huld Þorgrímsdóttir; род. 1952), медсестра, Сигюрдюр Кристин (Sigríður Kristín Þorgrímsdóttir; род. 1956), историк по образованию, Каури (Kári Þorgrímsson; род. 1959), фермер.

## Память
Посмертно в 1994 году вышли мемуары «В детстве» (Í barndómi).
Песню «Vökuró» на стихи Якобины Сигюрдардоуттир и музыку Йоурюнн Видар (1918—2017) исполнила певица Бьорк в альбоме Medúlla, вышедшем в 2004 году.
Дочь Якобины, Сигридюр Кристин Торгримсдоуттир (Sigríður Kristín Þorgrímsdóttir) написала книгу «Якобина: сага о скальде и женщине» (Jakobína: Saga skálds og konu), которая номинирована на Исландскую литературную премию и получила премию Fjöruverðlaunin.